# النا دانیلووا
النا دانیلووا (انگلیسی: Elena Danilova؛ زادهٔ ۱۷ ژوئن ۱۹۸۷) بازیکن فوتبال اهل روسیه است.

وی همچنین در تیم‌های ملی فوتبال زنان روسیه بازی کرده‌است.